# Adelphicos daryi
Adelphicos daryi là một loài rắn trong họ Rắn nước. Loài này được Campbell & Ford mô tả khoa học đầu tiên năm 1982.

## Từ nguyên
Tên cụ thể của loài này là daryi, được đặt để vinh danh nhà sinh vật học người Guatemala Mario Dary Rivera (1928-1981).

## Phân bố và môi trường sống
Đây là loài đặc hữu của vùng cao nguyên miền trung Guatemala, chúng sống trong các khu rừng thông và sồi với độ cao từ 1,300–2,135 m (4,27–7,00 ft).

## Hành vi
Adelphicos daryi là loài động vật trên cạn, ở hang và phần lớn hoạt động về ban đêm.

## Tình trạng bảo tồn
Loài này đang bị đe dọa bởi sự phát triển đô thị.